# Eardwulf (évêque de Lindisfarne)
Pour les articles homonymes, voir Eardwulf.
Eardwulf ou Eardulf est un prélat anglo-saxon de la deuxième moitié du IXe siècle. Il est évêque de Lindisfarne de 854 à sa mort, survenue vers 899.

## Biographie
Victime des attaques vikings, la communauté monastique de Lindisfarne abandonne son île en 875 sous la direction de l'évêque Eardwulf, en emportant avec elle les reliques de saint Cuthbert. C'est le début d'une période d'errance de sept ans, jusqu'en 883, lorsque Eardwulf s'installe à Chester-le-Street, où il siège comme évêque jusqu'à sa mort, survenue à la fin du IXe siècle. Le siège épiscopal de Lindisfarne reste à Chester-le-Street jusqu'en 995, date à laquelle l'évêque Aldhun, confronté à son tour aux invasions vikings, le déplace à Durham.